# Šofar

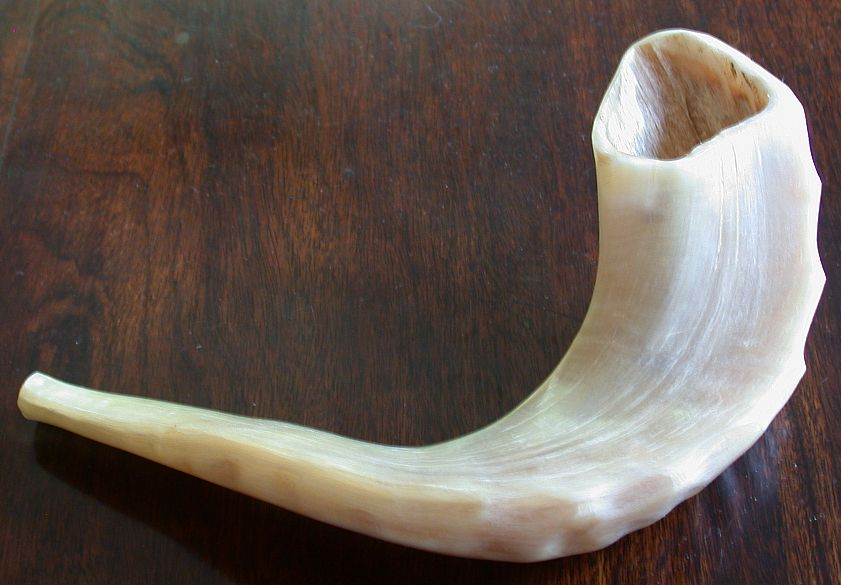
Šofar aškenázských židů.

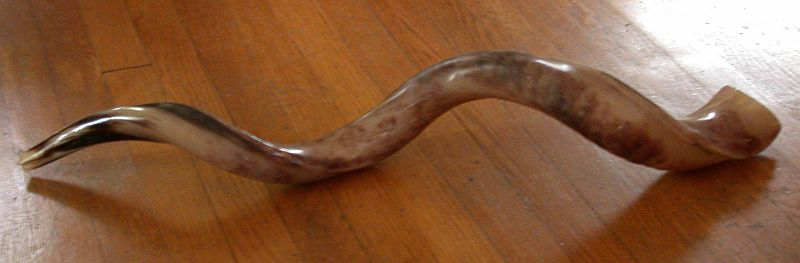
Jemenský šofar vyrobený z rohu kudu.

Šofar (hebrejsky שׁוֹפָר‎), někdy též méně přesně keren (hebrejsky קרן‎), je dechový hudební (signální) nástroj ze zvířecího rohu, používaný při židovských slavnostních příležitostech, zejména během svátku Roš ha-šana. Jedná se o židovský náboženský předmět, který je vyroben opracováním rohu z ovce, kozy, antilopy nebo gazely. Je však zakázáno použít roh z krávy, kvůli asociaci s modloslužebnictvím zlatému teleti.

## Šofar v historii
Poprvé bylo možné zvuk šofaru slyšet při zjevení na hoře Sinaj.
| „                 | Když nadešel třetí den a nastalo jitro, hřmělo a blýskalo se, na hoře byl těžký oblak a zazněl velmi pronikavý zvuk polnice. Všechen lid, který byl v táboře, se třásl. Mojžíš vyvedl lid z tábora vstříc Bohu a postavili se před úpatí hory. Celá hora Sinaj byla zahalena kouřem, protože Hospodin na ni sestoupil v ohni. Kouř z ní stoupal jako z hutě a celá hora se silně chvěla. Zvuk polnice víc a více sílil. Mojžíš mluvil a Bůh mu hlasitě odpovídal. | “ |
| — Exodus 19:16-19 | |   |

Tóra předepisuje povinnost troubit na šofar o svátku Roš ha-šana a jednou za sedm let rovněž o svátku Jom kipur k vyhlášení jubilejního roku a „svobody po celé zemi“. Krom toho se ve starověku šofar používal k řadě dalších účelů: ohlášení blížícího se šabatu, svátků a Roš chodeš, při bohoslužbě ve stanu úmluvy a v Chrámu, ke svolání lidu Izraele do války,, jako výzva k pokání při obecních půstech a jako upozornění na důležitá oznámení.
Od založení státu Izrael v roce 1948 se na šofar troubí také při slavnostní inauguraci prezidenta. Roku 1967 při šestidenní válce zatroubil po dobytí Starého Města v Jeruzalémě na šofar pozdější aškenázský vrchní rabín Šlomo Goren u Zdi nářků na znamení konce arabského zákazu troubit na tomto místě na šofar a nové éry vykoupení.
Symbolika beraního rohu je rovněž spjata s příchodem mesiáše.

## Šofar v liturgii

### Elul
Po celý měsíc elul se ve všední dny na konci ranní modlitby troubí na šofar. Tato praxe se opírá o verš žalmu, kde slovo „chodeš“ může znamenat oslavu novoluní, ale také celý měsíc před stanoveným časem svátku, tedy měsíc elul.

### Roš ha-šana
Příkaz Tóry říká, že zvuk šofaru má být slyšen na svátek Roš ha-šana. Je však předepsáno použít šofar, který je vyroben z beraního, popřípadě i ovčího rohu; není-li takový k dispozici, lze použít roh kozí, antilopí nebo gazelí. Rabínským příkazem je předepsáno zatroubit v každý den svátku sto signálů (me'a kolot); ty jsou rozděleny do čtyř sekvencí (30+30+30+10 signálů) zařazených na určená místa ve sváteční liturgii; druhá posloupnost troubení začleněná modlitby musaf je navíc rozdělena do tří částí přiřazených k jednotlivým požehnáním této modlitby.
Původně bylo povinné novoroční troubení praktikováno i tehdy, připadlo-li Roš ha-šana na šabat. Po zboření chrámu bylo troubení v takových případech omezeno na obce, kde sídlil rabínský soud založený na spolehlivé tradici, a postupně zcela vymizelo.

### Jom kipur
Jomkipurové troubení k ohlášení jubilejního roku se nepraktikuje. Namísto toho se troubí na šofar posloupnost deseti signálů bezprostředně po skončení poslední sváteční modlitby (ne'ila). Jako důvod se kromě připomínky „jubilejního“ troubení uvádí i praktický účel: oznámení konce svátku a půstu.